# 双塔駅
双塔駅（そうとうえき）は、中華人民共和国山西省太原市迎沢区に位置する太原地下鉄1号線の駅である。

## 歴史
- 2025年2月22日: 開業[1]。

## 隣の駅
太原地下鉄
■ 1号線
朝陽街駅 - 双塔駅 - 南十方街駅